# Barborka (rod)

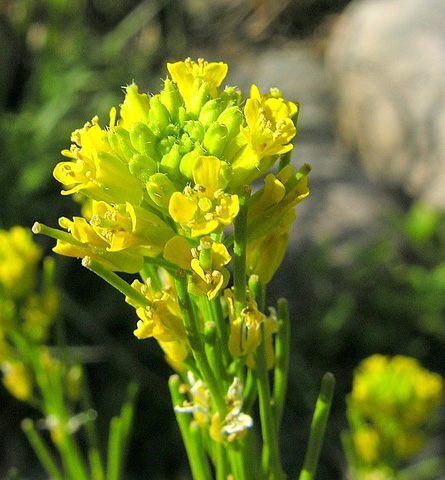
Květenství barborky přitisklé (Barbarea stricta)

Barborka (Barbarea) je rod většinou žlutě kvetoucích, převážně plevelných rostlin z čeledě brukvovitých.

## Rozšíření
Tato volně rostoucí rostlina, mnohde považována za nezajímavý plevel, je hojně rozšířena v mírném podnebném pásu hlavně po Severní polokouli, převážně v Evropě a Severní Americe, již méně v Asi. Sporadicky se ve stejném klimatu vyskytuje v jižní Africe a jižní Austrálii včetně Nového Zélandu.

## Popis
Jsou to byliny s hranatými nebo poléhavými lodyhami, občas chlupatými, dosahují u některých druhů výšky až 50 cm. Jsou dvouleté nebo trvalky, jen výjimečně jednoleté. Přízemní listová růžice mívá řapíkaté listy lichozpeřené s lalokovými lístky nebo peřenosečné lyrovité, jen zřídka bývají nedělené. Listy vyrůstající z lodyh bývají s řapíkem nebo přisedlé, ouškaté, celé, zubaté, lichozpeřené, peřenoklané nebo peřenosečné. Horní lodyžní listy bývají podlouhlé, mnohdy zvlněné, laločné nebo jsou zubaté.
Květenství jsou hroznovitá, často bez listenů, s hranatou lodyhou. Čtyřčetné oboupohlavné květy mají podlouhlé nebo obkopinaté kališní lístky, které jsou někdy vytrvalé. Korunní lístky jsou žluté nebo světle žluté, výjimečně krémově bílé, nehtovité nebo obkopinaté. Květ má 6 tyčinek s podlouhlými prašníky, patyčinky nebývají. Z květního lůžka vystupují 4 nektarové žlázy. Svrchní semeník s jednou čnělkou, někdy lalokovitou, je rozdělen blanitou přepážkou, obsahuje 10 až 40 vajíček. Chromozómové číslo: 2n=16.
Plody jsou pukající šešule s chlopněmi, většinou jsou narostlé na vztyčených stoncích. Drobná, někdy okřídlená semena jsou sestavena v jedné nebo dvou řadách. Barborka se rozmnožuje semeny nebo kořenovými oddenky. Vyhovuje ji nejlépe výživná, kyprá, provlhlá půda, objevuje se na loukách i oraných polích, stejně tak na skládkách, v blízkosti cest nebo ruderálních stanovištích.
Poměrně štiplavé listy barborky se leckde používají jako ochucovadlo do zeleninových salátů, případně jako pomocný prostředek pro hojení otevřených ran.

## Taxonomie
Rod barborka má asi 20 druhů, v České republice se vyskytují dva až tři:
Podle jsou 3:
- barborka obecná (Barbarea vulgaris) W. T. Aiton
- barborka přitisklá (Barbarea stricta) Andrz.
- barborka obloučnatá ( Barbarea arcuata) (J. Presl et C. Presl) Rchb.

Podle jsou druhy jen 2, neboť barborka obloučnatá je považována za poddruh barborky obecné.

## Ohrožení
Pro nepříznivý vliv regulací vodních toků na přirozené biotopy klesl v poslední době počet již tak roztroušených lokalit, kde lze barborku přitisklou nalézt. Proto je barborka přitisklá i barborka obloučnatá v „Černém a červeném seznamu cévnatých rostlin ČR“ zařazena do kategorie C4 – mezi vzácnější taxony vyžadující další pozornost.